# Camacuio
Camacuio è una municipalità dell'Angola appartenente alla provincia di Namibe. Ha 45.795 abitanti (stima del 2006) ed una superficie di 7.452 km².
Il capoluogo è Camacuio.